# Bolitoglossa lignicolor
Bolitoglossa lignicolor е вид земноводно от семейство Plethodontidae. Видът е уязвим и сериозно застрашен от изчезване.

## Разпространение
Разпространен е в Коста Рика и Панама.

## Описание
Популацията на вида е намаляваща.